# ستريفي
ستريفي (بالإيطالية: Strevi)‏ هي بلدية في مقاطعة ألساندريا في إقليم بييمونتي في إيطاليا.

## السكان
في سنة 1861 بلغ عدد السكان 2٬283 نسمة، وتطور العدد ليصل في سنة 2011 لـ 2٬039 نسمة.
يظهر هذا المخطط البياني تطور النمو السكاني لـ ستريفي